# Vila Isolina Mazzei
Vila Isolina Mazzei é um bairro paulistano do distrito de Vila Guilherme. Localiza-se próximo à estação Parada Inglesa do Metrô.
Foi neste bairro que a menina Isabella Nardoni, de 5 anos, foi jogada do 6º andar de um apartamento e morreu. O Caso Isabella Nardoni comoveu o país em 2008.